# Tondi Gammé
Tondi Gammé (auch: Tondigamay, Tondigamey, Tondigamèye) ist ein Stadtteil von Niamey in Niger.
Der Stadtteil gehört administrativ zum Stadtviertel (quartier) Pays Bas-Tondi Gammé, das im Süden des Arrondissements Niamey IV liegt. Von Pays Bas, der anderen, weiter nordwestlich gelegenen Hälfte des Stadtviertels, ist Tondi Gammé durch Gärten getrennt. Nordöstlich befindet sich der Flughafen Niamey, südöstlich das Stadtviertel Aéroport I und westlich das Stadtviertel Saga Sahara. Die Siedlung weist vergleichsweise breite Straßen und Wohnhäuser aus Zement und Lehmziegeln auf und gilt, anders als das benachbarte Pays Bas, als gehobene Wohngegend.
Der Ortsname kommt aus der Sprache Zarma und lässt sich als „zwischen den Felsen“ übersetzen. Die Gegend war bereits in den 1930er Jahren von Viehhirten aus der ethnischen Gruppe der Kurtey besiedelt. Die eigentliche Gründung von Tondi Gammé erfolgte in den frühen 1980er Jahren durch zwei Brüder aus dem Stadtviertel Saga Gassia Kouara, die sich mit ihren Familien auf von ihrem Vater geerbten Land niederließen. Die beiden Brüder verkauften Teile ihres Landes an der Wende vom 20. zum 21. Jahrhundert. Die Siedlung wuchs in weiterer Folge rasch weiter. Eine Lehmziegelmoschee aus der Anfangszeit wurde 2006 durch Finanzmittel aus Kuwait durch einen Neubau ersetzt. Im darauffolgenden Jahr wurde ein einfacher Kindergarten errichtet. Tondi Gammé, das zunächst von Saga Gassia Kouara, dem Herkunftsviertel der Gründerbrüder, aus verwaltet wurde, wurde um 2012 mit Pays Bas zum neuen Stadtviertel (quartier) Pays Bas-Tondi Gammé zusammengeschlossen.